# Mellisuga minima
Mellisuga minima là một loài chim trong họ Trochilidae.
Loài chim ruồi này được tìm thấy ở Cộng hòa Dominica, Haiti và Jamaica, và là một nơi mơ hồ ở Puerto Rico. Môi trường sống tự nhiên của chúng là rừng nhiệt đới ẩm nhiệt đới hoặc cận nhiệt đới và các khu rừng trước đây bị suy thoái nặng nề.
Nó được coi là loài chim nhỏ thứ hai trên thế giới sau chim ruồi ong. Chiều dài thông thường là 6 cm, bao gồm mỏ và trọng lượng là 2-2,4 g. Loài này cũng có một trong những quả trứng nhỏ nhất trong thế giới chim, với chiều dài trung bình 1 cm và trọng lượng 0,375 g.